# Die häßliche Herzogin
Die häßliche Herzogin ist ein historischer Roman von Lion Feuchtwanger, der im Jahr 1923 erschien.

## Entstehung
Lion Feuchtwanger war für sein im Jahr 1922 abgeschlossenes Manuskript Jud Süß auf der Suche nach einem Verleger. Durch die Vermittlung des Schriftstellers Bruno Frank erhielt Robert Achenbach, Gründer der Buchgemeinschaft Volksverband der Bücherfreunde (VdB), das Manuskript. Die Buchgemeinschaft zögerte aber, einen Roman mit einer jüdischen Thematik zu veröffentlichen. Der Roman Jüd Süß erschien dann 1925 im Münchner Drei Masken Verlag. Stattdessen gab der VdB dem Schriftsteller Lion Feuchtwanger den Auftrag für einen neuen historischen Roman und überließ ihm die Wahl des Themas. Feuchtwanger entschied sich, den Roman nach dem Leben der Margarete von Tirol zu schreiben und verfasste das Manuskript von Oktober 1922 bis März 1923. Noch im selben Jahr erschien das Buch. In der zweiten Auflage erhielt es den Titel „Die häßliche Herzogin Margarete Maultasch“. Die Handlung des Romans hat mit der historischen Figur der Margarete Maultasch wenig gemein.

## Handlung
Margarete ist die Tochter des Herzogs Heinrich von Tirol. Da er keine männlichen Nachkommen hat, soll Margarete nach seinem Tod die Regierung des Landes übernehmen. Die zwölfjährige Margarete heiratet den mehrere Jahre jüngeren Johann Heinrich von Luxemburg, doch die beiden kommen nicht gut miteinander aus und Johann behandelt sie sehr grob.
Schon früh zeichnet sich eine Rivalität zwischen Agnes von Flavon, einer tirolischen Adligen, und Margarete ab. Agnes wird wegen ihrer Schönheit bewundert und ist allseits beliebt, Margarete mit ihrem „äffisch sich vorwulstenden Mund“ wird zwar geachtet, aber nicht geliebt und hinter ihrem Rücken oft verspottet. Einzig Chretien de Laferte, ein Page ihres Ehemannes, bringt ihr so etwas wie Verehrung entgegen. Als Margarete und ein Teil der tirolischen Adligen die Entmachtung der Luxemburger und die Verjagung von Johann planen, betraut Margarete Chretien de Laferte mit einer führenden Rolle in der Rebellion. Doch de Laferte heiratet heimlich Agnes von Flavon. Als Margarete davon erfährt, fühlt sie sich hintergangen und verrät im letzten Moment die Rebellion. Johann lässt de Laferte töten und liefert Margarete den abgetrennten Kopf.
Doch die tirolischen Adligen unternehmen einen zweiten Versuch, die Luxemburger zu entmachten, und diesmal gelingt es. Als Johann von einer Jagd zurückkehrt, steht er vor verschlossenen Toren und hochgezogener Zugbrücke. Er verlässt das Land. Die Ehe wird von den Tirolern für ungültig erklärt, da sie nie vollzogen wurde. Der Papst erkennt die Scheidung jedoch nicht an. Margarete heiratet erneut: Ludwig den Brandenburger, Sohn von Kaiser Ludwig IV. dem Bayern. Daraufhin verhängt der Papst den Kirchenbann über sie und das Interdikt über das Land Tirol.
Johann kehrt mit seinem Bruder Karl und einer Armee wieder, um Tirol gewaltsam zurückzuerobern. Margarete wird belagert, kann die Burg aber verteidigen und kommt dabei Konrad von Frauenberger, dem Befehlshaber, näher. Frauenberger ist ein Albino und damit in den Augen der anderen auch hässlich. Allmählich entwickelt sich eine Beziehung zwischen ihnen. Gleichzeitig verschlechtert sich die anfangs gute Ehe Margaretes mit Ludwig. Dieser nimmt Agnes von Flavon als Geliebte und verlegt seinen Lebensmittelpunkt mehr und mehr nach Bayern. Auf dem Wege nach München vergiftet Frauenberger Ludwig mit einem Gift, das Margarete ihm gegeben hat. 
Meinhard, einziger Sohn Margaretes und Ludwigs, wird der Nachfolger. Aber Meinhard ist gutmütig und wenig intelligent und gerät schnell unter den Einfluss bayrischer Adliger, unter der Führung der Agnes von Flavon. Konrad von Frauenberger reist nach München, um Meinhard nach Tirol zurückzuholen. Heimlich brechen sie auf, aber Agnes erfährt davon und schickt ihnen Soldaten hinterher. Der schwächliche Meinhard schafft den Aufstieg in die Berge nicht und Frauenberger entscheidet, es sei besser ihn zu töten, als ihn wieder in die Hände der Bayern fallen zu lassen. Margarete ist vom Tode ihres Sohnes tief getroffen und sucht einen Schuldigen. Sie lässt Agnes verhaften und zum Tode verurteilen, doch Konrad von Frauenberger vergiftet Agnes, bevor das Urteil vollstreckt werden kann, und bringt Margarete somit um ihre Rache. Die Kontrolle über das Land entgleitet ihr und sie überlässt den österreichischen Habsburgern Verwaltung und Regierung. Ihre letzten Lebensjahre verbringt sie – in dem Roman – zurückgezogen in dem Kloster Frauenchiemsee.

## Ausgaben
- Erstausgabe: Volksverband der Bücherfreunde/Wegweiser Verlag, Berlin 1923. 336 S.
- Englische Übersetzung: The ugly duchess. A historical romance. Übersetzt von Willa and Edwin Muir. Secker, London 1927
- Gesammelte Werke in Einzelausgaben Bd. 1: Die häßliche Herzogin Margarete Maultasch. Jud Süß. Zwei Romane. Aufbau, Berlin 1959
- Einzelausgabe:  Aufbau, Berlin 1995, ISBN 3-351-02352-9
- Taschenbuch: Aufbau Taschenbuch Verlag, Berlin 2000, ISBN 3-7466-5026-7